# Andreas Hougaard Laustsen-Kiel
Andreas Hougaard Laustsen-Kiel, född 1987, är en dansk ingenjör och professor i bioteknik vid Danmarks Tekniske Universitet.

## Biografi
Lautsen har en civilingenjörsexamen i kemi från DTU, samt en Ph.D. i "Molecular and Cellular Pharmacology" från Köpenhamns universitet. Han är (2022) professor vid DTU Bioengineering, Institut for Bioteknologi og biomedicin.
Han har fått stor uppmärksamhet för utveckling av nya innovativa metoder för serum-tillverkning som ger möjligheter att billigare och säkrare kunna behandla ormbett. En hög andel av de patienter som behandlas med dagens serum drabbas av allvarliga biverkningar, och preparaten är kostsamma att framställa. Problemen har uppmärksammats av WHO - World Health Organization - och Laustsen är sedan hösten 2017 en av medarbetarna i arbetsgruppen "WHO Working Group on Snakebite Envenoming".
Han omnämns återkommande med smeknamnet "Snakebite Jesus".
Hans vetenskapliga publicering har (2024) enligt Google Scholar drygt 4 200 citeringar och ett h-index på 35.

## Utmärkelser
- 2014 - Utmärkelsen "Danmarks sejeste ingeniør" (sej, danska, ungefär cool) tillsammans med 5 andra i den danska tidningen "Ingeniøren":s tävling "Engineer the future".[6]
- 2017 - Uppförd på Forbes Europeiska lista "Forbes 30 under 30".[7]